# Aittosaari (ö i Norra Karelen, Joensuu, lat 62,81, long 30,32)
Aittosaari är en ö i Finland. Den ligger i sjön Jäsys och Retujärvi och i kommunen Joensuu i den ekonomiska regionen  Joensuu ekonomiska region  och landskapet Norra Karelen, i den sydöstra delen av landet, 400 km nordost om huvudstaden Helsingfors. Öns area är 0,5 hektar och dess största längd är 210 meter i sydöst-nordvästlig riktning.